# Ceratocilia
Ceratocilia é um gênero de mariposa pertencente à família Crambidae.